# Laurene Powell Jobs
Laurene Powell Jobs (* 6. listopadu 1963, West Milford) je americká manažerka, dědička a zakladatelka společnosti Emerson Collective, jež prosazuje politiky, kteří podporují vzdělávání, imigrační reformu, podporu spravedlnosti a ochranu přírody. Byla vdána za Steava Jobse do jeho smrti v roce 2011. Po zdědění jeho peněz se stala 45. nejbohatším člověkem na světě.